# Princípios de Yogyakarta
Os Princípios de Yogyakarta são um documento sobre direitos humanos nas áreas de orientação sexual e identidade de gênero, publicado em novembro de 2006 como resultado de uma reunião internacional de grupos de direitos humanos na cidade de Joguejacarta (em indonésio: Yogyakarta), na Indonésia. Os Princípios foram complementados em 2017, expandindo-se para incluir mais formas de expressão de gênero e características sexuais, além de vários novos princípios. Os Princípios, e sua extensão de 2017, contêm um conjunto de preceitos destinados a aplicar os padrões da lei internacional de direitos humanos ao tratar de situações de violação dos direitos humanos de lésbicas, gays, bissexuais, transgêneros, intersexuais e demais dissidências sexuais.

## Versões dos Princípios

### Princípios de Yogyakarta de 2007
Os próprios princípios são um documento extenso que aborda questões legais. Um site criado para manter os princípios e torná-los acessíveis tem uma visão geral dos princípios, reproduzidos aqui em versão sintetizada:
- Preâmbulo: O preâmbulo reconhece violações dos direitos humanos baseados especificadamente na orientação sexual e/ou na identidade de gênero, que comprometem a integridade e a dignidade humana. Também é estabelecida a estrutura legal e definições de conceitos-chave.
- Direito ao Gozo Universal dos Direitos Humanos, à Igualdade e a Não Discriminação e ao Reconhecimento Perante a Lei (princípios 1–3): são estabelecidos princípios  da universalidade dos direitos humanos e sua aplicação a todas as pessoas sem discriminação, bem como o direito de todas as pessoas ao reconhecimento como ser-humano perante a lei, independentemente de cirurgia de reatribuição de sexo ou esterilização .
  - Exemplo:
    - As leis que criminalizam a homossexualidade violam o direito internacional à não discriminação (decisão do Comitê de Direitos Humanos da ONU).
- Direitos à Segurança Humana e Pessoal (4–11): tratam dos direitos fundamentais à vida, o direito de não sofrer violência e tortura, direito à privacidade, acesso à justiça e direito de não sofrer privação arbitrária de liberdade.[3]
  - Exemplos:
    - A pena de morte continua a ser aplicada para atividades sexuais consensuais de adultos entre pessoas do mesmo sexo, apesar das resoluções da ONU enfatizarem que a pena de morte não pode ser imposta por "relações sexuais entre adultos que consentem".[4]
    - Onze homens foram presos em um bar gay e mantidos em custódia por mais de um ano. O Grupo de Trabalho da ONU sobre Detenção Arbitrária concluiu que os homens foram detidos em violação ao direito internacional, observando com preocupação que "um dos prisioneiros morreu como resultado de sua detenção arbitrária".[5]
- Direitos econômicos, sociais e culturais (12–18): Os princípios 12 a 18 estabelecem a importância da não discriminação no gozo individual dos direitos econômicos, sociais e culturais, incluindo emprego, acomodação, seguridade social, educação, saúde sexual e reprodutiva, incluindo o direito ao consentimento informado e à terapia de redesignação sexual.
  - Exemplos:
    - Mulheres lésbicas e transgêneros correm maior risco de discriminação, falta de moradia e violência (Relatório Especial das Nações Unidas sobre moradia adequada).[6]
    - As meninas que demonstram afeto homossexual enfrentam discriminação e expulsão de instituições de ensino (relatório do Relator Especial da ONU sobre o direito à educação).[7]
    - O Alto Comissariado das Nações Unidas para os Direitos Humanos expressou preocupação com leis que "proíbem a cirurgia de reatribuição de gênero para transexuais ou exigem que pessoas intersexuais sejam submetidas a tal cirurgia contra sua vontade".[8]
- Direitos de expressão, opinião e livre associação (19–21): são princípios que enfatizam a importância da liberdade de se expressar livremente, independentemente da identidade de gênero e da orientação sexual, sem interferência do Estado, incluindo também o direito de participar pacificamente de assembleias e eventos públicos e associar-se à comunidade desejada.
  - Exemplo:
    - Uma reunião pacífica para promover a igualdade com base na orientação sexual e identidade de gênero foi proibida pelas autoridades, e os participantes foram assediados e intimidados pela polícia enquanto nacionalistas extremistas gritavam frases como "vamos pegar as bichas" e "vamos fazer para você o que Hitler fez com os judeus "(relatório do Relator Especial da ONU sobre formas contemporâneas de racismo, discriminação racial, xenofobia e intolerância relacionada).[9]
- Direito à liberdade de ir e vir e de buscar asilo (22–23): esses dois princípios destacam os direitos das pessoas de procurar asilo por perseguição com base na orientação sexual ou identidade de gênero.
  - Exemplo:
    - A proteção aos refugiados deve ser concedida às pessoas que enfrentam um medo fundamentado de perseguição com base na orientação sexual (Diretrizes do Alto Comissariado das Nações Unidas para os Refugiados).[10]
- Direitos de participação na vida cultural e familiar (24–26):  princípios 24 a 26 tratam dos direitos das pessoas de participarem da vida familiar, dos assuntos públicos e da vida cultural de sua comunidade, sem discriminação com base na orientação sexual ou identidade de gênero.
  - Exemplo:
    - Os Estados têm a obrigação de não discriminar entre relações de sexo diferente e de mesmo sexo na alocação de benefícios de parceria, como pensões de sobreviventes (decisão do Comitê de Direitos Humanos da ONU).[11]
- Direitos dos defensores dos direitos humanos (27): o princípio 27 reconhece o direito de defender e promover os direitos humanos sem que haja discriminação com base na orientação sexual e/ou identidade de gênero, e trata da obrigação dos Estados de garantir a proteção dos defensores dos direitos humanos que trabalham nessas áreas.
  - Exemplos:
    - Os defensores dos direitos humanos que trabalham com questões de orientação sexual e identidade de gênero em países e regiões ao redor do mundo "foram ameaçados, tiveram suas casas e escritórios invadidos, foram atacados, torturados, abusados sexualmente, atormentados por ameaças de morte regulares e até mortos. Uma grande preocupação a esse respeito é uma quase total falta de seriedade com que esses casos são tratados pelas autoridades envolvidas "(relatório do Representante Especial do Secretário-Geral da ONU sobre Defensores dos Direitos Humanos).
- Direitos de reparação e responsabilidade (28–29): esses dois princípios afirmam a importância de responsabilizar os violadores de direitos e de garantir reparação adequada para aqueles que sofrerem violações de direitos.
  - Exemplo:
    - O Alto Comissariado da ONU para os Direitos Humanos expressou preocupação com a "impunidade por crimes de violência contra pessoas LGBT" e "a responsabilidade do Estado de estender uma proteção efetiva. O Alto Comissário observa que "excluir os indivíduos LGBT dessas proteções viola claramente a lei internacional dos direitos humanos, bem como os padrões comuns da humanidade que nos definem".[11]
- Recomendações adicionais: os Princípios de Yogyakarta estabelecem 16 recomendações adicionais para instituições nacionais de direitos humanos, órgãos profissionais, órgãos  de financiamento, ONGs, o Alto Comissariado para os Direitos Humanos, agências da ONU, órgãos de tratados, entre outros.
  - Exemplo:
    - Os Princípios concluem reconhecendo a responsabilidade de vários atores de promover e proteger os direitos humanos e de integrar esses padrões em seu trabalho. Uma declaração conjunta entregue no Conselho de Direitos Humanos das Nações Unidas por 54 Estados de quatro das cinco regiões da ONU em 1 de dezembro de 2006, por exemplo, insta o Conselho de Direitos Humanos a "prestar a devida atenção às violações de direitos humanos com base na orientação sexual e identidade de gênero". Como esta declaração reconhece, e os Princípios de Yogyakarta afirmam, a proteção efetiva dos direitos humanos é verdadeiramente de responsabilidade de todos.[11]

### Princípios de Yogyakarta (YP +10)
Em 2017, os Princípios de Yogyakarta receberam dez novos itens e elencou novas obrigações por parte do Estado em relação à aplicação do direito internacional sobre direitos humanos relacionados à orientação sexual, identidade de gênero, expressão de gênero e características sexuais.
- Preâmbulo: O preâmbulo lembra os desenvolvimentos a nível internacional dos direitos humanos e a intenção de atualizar regularmente os Princípios. Além disso, define a expressão de gênero e as características sexuais, aplica esses fundamentos aos Princípios originais, reconhece a interseccionalidade dos fundamentos adotados nos Princípios em relação a outros fundamentos.
- Direitos à proteção do Estado (30): reconhece o direito à proteção do Estado contra a violência, discriminação e danos, incluindo o exercício de diligência na prevenção, investigação, causas processuais e aquisição de remédios.
- Direito ao reconhecimento legal (31):  exige o direito ao reconhecimento legal independentemente do sexo, gênero, orientação sexual, identidade de gênero, expressão de gênero ou características sexuais. "Todos têm o direito de alterar informações de gênero nos documentos, enquanto as informações de gênero estiverem incluídas neles".[13]
- Direito à integridade física e mental (32): reconhece o direito à integridade física e mental, autonomia e autodeterminação, incluindo o direito de não sofrer tortura ou maus-tratos. Esse princípio também exige que ninguém seja submetido a procedimentos médicos invasivos ou irreversíveis para modificar as características sexuais sem o seu consentimento, a menos que seja necessário para evitar danos sérios e urgentes.
- Direito à Liberdade de Criminalização e Sanção (33): reconhece o direito de estar livre de criminalização ou qualquer forma de sanção indireta ou direta resultante da orientação, identidade de gênero, expressão de gênero ou características sexuais, inclusive nas leis consuetudinárias, religiosas, de decência pública, de sodomia e de propaganda.
- Direito à proteção da pobreza (34): exige o direito à proteção da pobreza e exclusão social independentemente de orientação, identidade de gênero, expressão de gênero ou características sexuais.
- Direito ao saneamento (35):  exige o direito a acesso seguro e equitativo às instalações de saneamento e higiene.
- Direito ao gozo dos direitos humanos em relação às tecnologias da informação e comunicação (36): exige a mesma proteção de direitos on-line e off-line.
- Direito à verdade (37):  exige o direito de saber a verdade sobre violações dos direitos humanos, incluindo investigação e acesso a registros médicos.
- O direito de praticar, proteger, preservar e reviver a diversidade cultural (38): exige o direito de praticar e manifestar diversidade cultural .
- Obrigações adicionais do Estado: o YP Plus 10 estabelece uma série de obrigações adicionais para os Estados, incluindo em relação ao status de soropositivo, acesso ao esporte, combate à discriminação nas tecnologias de seleção pré-natal e modificação genética, detenção e asilo, educação, direito à saúde, e liberdade de reunião e associação pacíficas.
- Recomendações adicionais: os Princípios também estabelecem recomendações para instituições nacionais de direitos humanos e organizações esportivas.

## História
O site que promove os Princípios observa que foram expressas preocupações sobre a tendência de os direitos humanos das pessoas serem violados devido à sua orientação sexual ou identidade de gênero. Enquanto os instrumentos de direitos humanos das Nações Unidas detalham obrigações para garantir que as pessoas sejam protegidas contra discriminação e estereótipos, o que inclui a expressão livre de orientação sexual ou identidade de gênero, a implementação desses direitos tem sido fragmentada e inconsistente internacionalmente. Os Princípios visam fornecer um entendimento consistente sobre a aplicação da lei internacional de direitos humanos em relação à orientação sexual e identidade de gênero.
Os Princípios de Yogyakarta foram desenvolvidos em uma reunião da Comissão Internacional de Juristas, do Serviço Internacional de Direitos Humanos e especialistas em direitos humanos de todo o mundo na Universidade Gadjah Mada em Java, de 6 a 9 de novembro de 2006. O seminário esclareceu a natureza, o escopo e a implementação das obrigações dos Estados com relação aos direitos humanos sob os tratados e leis existentes em matéria de direitos humanos, especialmente em relação à orientação sexual e identidade de gênero. Os princípios desenvolvidos a partir desta reunião foram adotados por especialistas em direitos humanos de todo o mundo, incluindo juízes, acadêmicos, um ex-alto comissário da ONU para direitos humanos, ONGs e outros. O especialista irlandês em direitos humanos Michael O'Flaherty foi o relator responsável pela redação e desenvolvimento dos Princípios de Yogyakarta adotados na reunião. Vitit Muntarbhorn e Sonia Onufer Corrêa foram os co-presidentes.
O documento final "contém 29 princípios adotados por unanimidade pelos especialistas, juntamente com recomendações para governos, instituições intergovernamentais regionais, sociedade civil e a própria ONU". Os princípios são nomeados devido à cidade de Joguejacarta, onde a conferência foi realizada. Esses princípios não foram adotados pelos Estados em um tratado e, portanto, não são, por si só, uma parte juridicamente vinculativa dos direitos humanos a nível internacional. No entanto, os Princípios pretendem servir como uma ajuda interpretativa aos tratados de direitos humanos.
Entre os 29 signatários dos princípios estavam Mary Robinson, Manfred Nowak, Martin Scheinin, Mauro Cabral, Sonia Corrêa, Elizabeth Evatt, Philip Alston, Edwin Cameron, Asma Jahangir, Paul Hunt, Sanji Mmasenono Monageng, Sunil Babu Pant, Stephen Whittle e Wan. Yanhai . Os signatários pretendiam que os Princípios de Yogyakarta fossem adotados como um padrão universal, defendendo um padrão jurídico internacional vinculativo com o qual todos os Estados devem cumprir. No entanto, alguns estados expressaram reservas à adoção destes.
Em alinhamento com o movimento em direção ao estabelecimento de direitos humanos básicos para todas as pessoas, os Princípios de Yogyakarta tratam especificamente de direitos voltados à orientação sexual e identidade de gênero. Os Princípios foram desenvolvidos em resposta aos padrões de abuso relatados em todo o mundo. Isso inclui exemplos de agressão sexual, estupro, tortura e maus-tratos, execuções extrajudiciais, homicídios por honra, invasão de privacidade, prisão e prisão arbitrárias, abuso médico, negação de liberdade de expressão ereunião, discriminação, preconceito e estigmatização no trabalho, saúde, educação, moradia, direito da família, acesso à justiça e imigração. Estima-se que esses padrões de abuso afetem milhões de pessoas que são, ou foram, alvejadas com base na orientação sexual percebida ou real ou na identidade de gênero.

### Lançamento
Os Princípios de Yogyakarta foram lançados como um tratado global em 26 de março de 2007, no Conselho de Direitos Humanos das Nações Unidas em Genebra. Michael O'Flaherty, falou na Conferência da Associação Internacional de Lésbicas e Gays (ILGA) na Lituânia em 27 de outubro de 2007, explicando que "todos os direitos humanos pertencem a todos nós. Temos direitos humanos porque existimos - não porque somos gays ou heterossexuais, isso independentemente de nossas identidades de gênero", mas que em muitas situações esses direitos humanos não são respeitados ou realizados, e que" os Princípios de Yogyakarta devem corrigir essa situação".
Os Princípios de Yogyakarta foram apresentados em um evento das Nações Unidas na cidade de Nova York em 7 de novembro de 2007, co-patrocinado pela Argentina, Brasil e Uruguai. A Human Rights Watch explica que o primeiro passo para a implementação dos princípios seria a descriminalização da homossexualidade em 77 países que ainda possuem penalidades legais para pessoas em relacionamentos homossexuais e a revogação da pena de morte nos sete países que ainda têm pena de morte para tal prática sexual.

### Atualização dos Princípios
Em 10 de novembro de 2017, os "Princípios de Yogyakarta plus 10" (YP +10) complementaram os Princípios Originais, e foram apresentados formalmente como "Princípios Adicionais e Obrigação do Estado sobre a Aplicação do Direito Internacional dos Direitos Humanos em Relação à Orientação Sexual, Expressão de Gênero e Características Sexuais" a fim de complementar os Princípios de Yogyakarta e  "surgiram da interseção dos desenvolvimentos no direito internacional dos direitos humanos com o entendimento emergente das violações sofridas por pessoas em razão da orientação sexual e identidade de gênero e o reconhecimento das interseções da expressão de gênero e características sexuais.

## Raciocínio
Os compiladores explicam que os Princípios detalham como o direito internacional dos direitos humanos pode ser aplicado a questões de orientação sexual e identidade de gênero, de uma maneira que reafirma o direito internacional ao qual todos os estados podem estar vinculados. Eles sustentam que onde quer que as pessoas sejam reconhecidas como nascendo livres e iguais em dignidade e direitos, isso deve incluir pessoas LGBT. Eles argumentam que os padrões de direitos humanos podem ser interpretados em termos de orientação sexual e identidade de gênero quando abordam questões de tortura e violência, execução extrajudicial, acesso à justiça, privacidade, liberdade de discriminação, liberdade de expressão e reunião, acesso ao emprego, cuidados de saúde, educação e questões de imigração e refugiados. Os Princípios visam explicar que os Estados são obrigados a garantir acesso igual aos direitos humanos, e cada princípio recomenda como alcançá-lo, destacando as responsabilidades das agências internacionais de agir na promoção e manutenção dos direitos humanos.
Os princípios são baseados no reconhecimento do direito à não discriminação. A Comissão de Direitos Econômicos, Sociais e Culturais (CESCR) tratou desses assuntos em seus Comentários Gerais, os textos interpretativos que são emitidos para explicar o pleno significado das disposições do Pacto Internacional sobre Direitos Econômicos, Sociais e Culturais. Nos Comentários Gerais nº 18 de 2005 (sobre o direito ao trabalho ), nº 15 de 2002 (sobre o direito à água) e nº 14 de 2000 (sobre o direito ao mais alto padrão de saúde possível ), indicou que o Pacto proíbe qualquer discriminação com base em sexo e orientação sexual "que tenha a intenção ou efeito de anular ou prejudicar o gozo ou exercício igual de [do direito em questão]".
O Comitê para a Eliminação da Discriminação contra as Mulheres (CEDAW), apesar de não ter abordado o assunto em um Comentário Geral ou de outro modo que especifique as disposições aplicáveis da Convenção sobre a Eliminação de Todas as Formas de Discriminação contra as Mulheres, criticou em várias ocasiões os estados por discriminação com base na orientação sexual. Também abordou a situação no Quirguistão e recomendou que "o lesbianismo seja reconhecido como uma orientação sexual e que as penalidades por sua prática fossem abolidas".

## Recepção

### Nações Unidas
Os Princípios nunca foram aceitos pelas Nações Unidas e a tentativa de tornar a identidade de gênero e a orientação sexual novas categorias de não discriminação foi repetidamente rejeitada pela Assembléia Geral, pelo Conselho de Direitos Humanos da ONU e por outros órgãos da ONU. Em julho de 2010, Vernor Muñoz, Relator Especial das Nações Unidas para o Direito à Educação, apresentou à Assembléia Geral das Nações Unidas um relatório provisório sobre o direito humano à educação sexual abrangente, no qual citou os Princípios de Yogyakarta como um padrão internacional de direitos humanos. Na discussão que se seguiu, a maioria dos membros do Terceiro Comitê da Assembléia Geral recomendou não adotar os princípios. O Representante do Malawi, falando em nome de todos os Estados africanos, argumentou que o relatório: 
 Refletiu uma tentativa de introduzir noções controversas e desconsideram o Código de Conduta para Portadores de Mandatos de Procedimentos Especiais, conforme descrito na resolução 8/4 do Conselho de Direitos Humanos. O documentou expressou preocupação com a reinterpretação dos instrumentos, princípios e conceitos de direitos humanos existentes. O relatório também citou seletivamente comentários gerais e recomendações específicas por país feitas por órgãos do tratado e propagou princípios controversos e não reconhecidos, incluindo os chamados Princípios de Yogyakarta, para justificar sua opinião pessoal. 
Trinidad e Tobago, em nome dos Estados caribenhos membros da CARICOM, argumentou que o relator especial "optou por ignorar seu mandato, conforme estabelecido na resolução 8/4 do Conselho de Direitos Humanos, e preferiu concentrar-se no direito à educação abrangente. Esse direito não existia sob nenhum instrumento ou lei de direitos humanos acordado internacionalmente e suas tentativas de criar um excederam em muito seu mandato e o do Conselho de Direitos Humanos". O representante da Mauritânia, falando em nome da Liga Árabe, disse que os Estados árabes estavam "consternados" e acusou o relator de tentar promover "doutrinas controversas que não gozavam de reconhecimento universal" e "redefinir conceitos estabelecidos de relações sexuais e reprodutivas". educação em saúde ou de direitos humanos de maneira mais ampla". A Federação Russa expressou "sua decepção e desacordo fundamental com o relatório", escrevendo o relator: 
 Como justificativa para suas conclusões, ele citou vários documentos que não haviam sido acordados no nível intergovernamental e, portanto, que não podem ser considerados expressões autorizadas da opinião da comunidade internacional. Em particular, ele se referiu aos Princípios de Yogyarkarta e também ao International Technical Guidance on Sexuality Education. A implementação de várias disposições e recomendações deste último documento resultaria em processo criminal por ofensas criminais, como, por exemplo, processos derivados da corrupção de jovens. 

### Instituições regionais
O Conselho da Europa declara em "Direitos humanos e identidade de gênero" que o Princípio 3 ("Direito ao Reconhecimento Perante a Lei") dos Princípios de Yogyakarta é "de particular relevância". Eles recomendam que os Estados membros "caminhem em direção a abolir a esterilização e outros tratamentos médicos obrigatórios como requisito legal necessário para reconhecer a identidade de gênero de uma pessoa nas leis que regulam o processo de mudança de nome e sexo", bem como para "fazer procedimentos de reatribuição de gênero, como tratamento hormonal, cirurgia e apoio psicológico, que devem ser acessíveis a pessoas trans e devem assegurar que sejam reembolsados por planos de saúde pública." Da mesma forma, a Assembléia Parlamentar do Conselho da Europa adotou um documento intitulado "Discriminação com base na orientação sexual e identidade de gênero" em 23 de março de 2010 descrevendo o preconceito de que "a homossexualidade é imoral" como "visão subjetiva geralmente baseada em dogmas religiosos que, em uma sociedade democrática, não podem ser uma base para limitar os direitos dos outros". O documento argumenta que a crença de que "a homossexualidade está piorando a crise demográfica e ameaçando o futuro da nação" é "ilógica" e que "conceder reconhecimento legal a casais do mesmo sexo não tem influência aos heterossexuais que se casam ou têm filhos".

### Instituições nacionais
Embora a recepção tenha sido mista, os Princípios foram citados por vários governos nacionais em sentenças judiciais. Os princípios influenciaram a declaração proposta da ONU sobre orientação sexual e identidade de gênero, em 2008.
Os grupos de direitos humanos e direitos LGBT adotaram os princípios, e a discussão apareceu na imprensa, bem como em trabalhos acadêmicos e livros didáticos (consulte a bibliografia).
Em uma decisão unânime em 5 de maio de 2011, o Supremo Tribunal Federal brasileiro se tornou o primeiro tribunal supremo do mundo a reconhecer as uniões civis de pessoas do mesmo sexo como uma entidade familiar com direitos iguais aos de casais heterossexuais, conforme certificado pela UNESCO, citando expressamente os Princípios de Yogyakarta como uma diretriz legal significativa:
É importante ressaltar que esse exame está alinhado com os Princípios de Yogyakarta, que traduz recomendações dirigidas aos Estados nacionais, como resultado de uma conferência realizada na Indonésia, em novembro de 2006, sob a coordenação da Comissão International de Juristas e do Serviço Internacional de Direitos Humanos. Esta Carta de Princípios sobre a aplicação dos direitos humanos internacionais em relação à identidade sexual e de gênero possui, em seu texto, o Princípio 24, cuja redação é a seguinte: O Direito de Constituir Família (...)

### Oposição
O Instituto Católico da Família e dos Direitos Humanos, think tank cristão com sede nos EUA,  afirmou que os Princípios poderiam desvalorizar o conceito de família e autoridade parental, e poderiam ser usados para restringir a liberdade de expressão.

## Interssexualidade e os Princípios de Yogyakarta
Os Princípios de Yogyakarta mencionam a interssexualidade apenas brevemente. No manual sobre Promoção e proteção dos direitos humanos em relação à orientação sexual, identidade de gênero e características sexuais o Fórum das Instituições Nacionais de Direitos Humanos (APF) da região Ásia-Pacífico (APAC) declara que "Os Princípios não tratam de forma adequada a aplicação de direito internacional dos direitos humanos em relação às pessoas intersexuais. Eles não distinguem especificamente as características sexuais."